# Stazione di San Zenone al Lambro
Stazione di San Zenone al Lambro vasútállomás Olaszországban, Lombardia régióban, San Zenone al Lambro településen.

## Vasútvonalak
Az állomást az alábbi vasútvonalak érintik:
- Milánó–Bologna-vasútvonal

## Kapcsolódó állomások
A vasútállomáshoz az alábbi állomások vannak a legközelebb:
- Stazione di Tavazzano (Stazione di Lodi, S1)
- Stazione di Melegnano (Stazione di Saronno, S1)